# 嘉德勋章

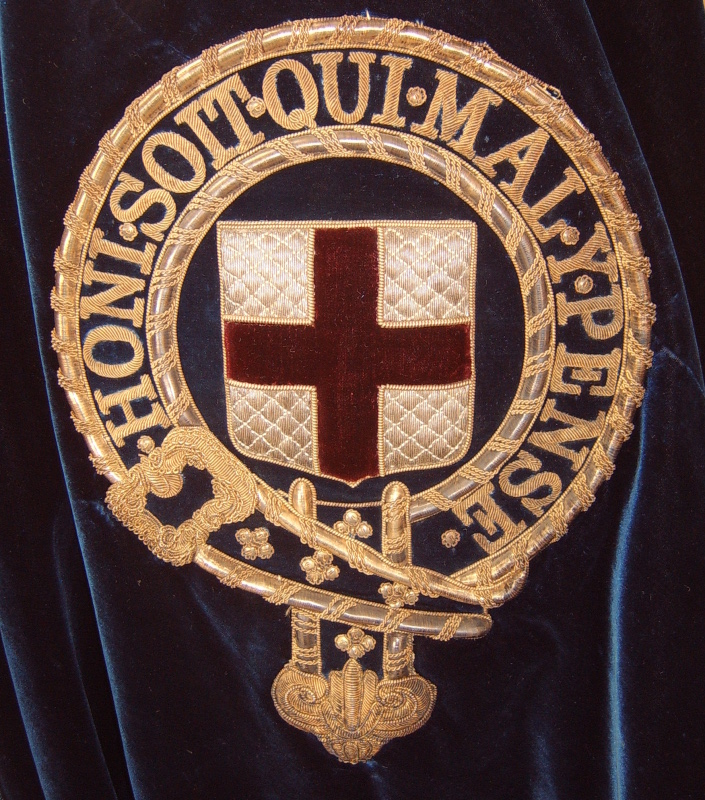
绣于嘉德勋章骑士团骑士蓝色天鹅绒披风左肩上的嘉德勋章标记。

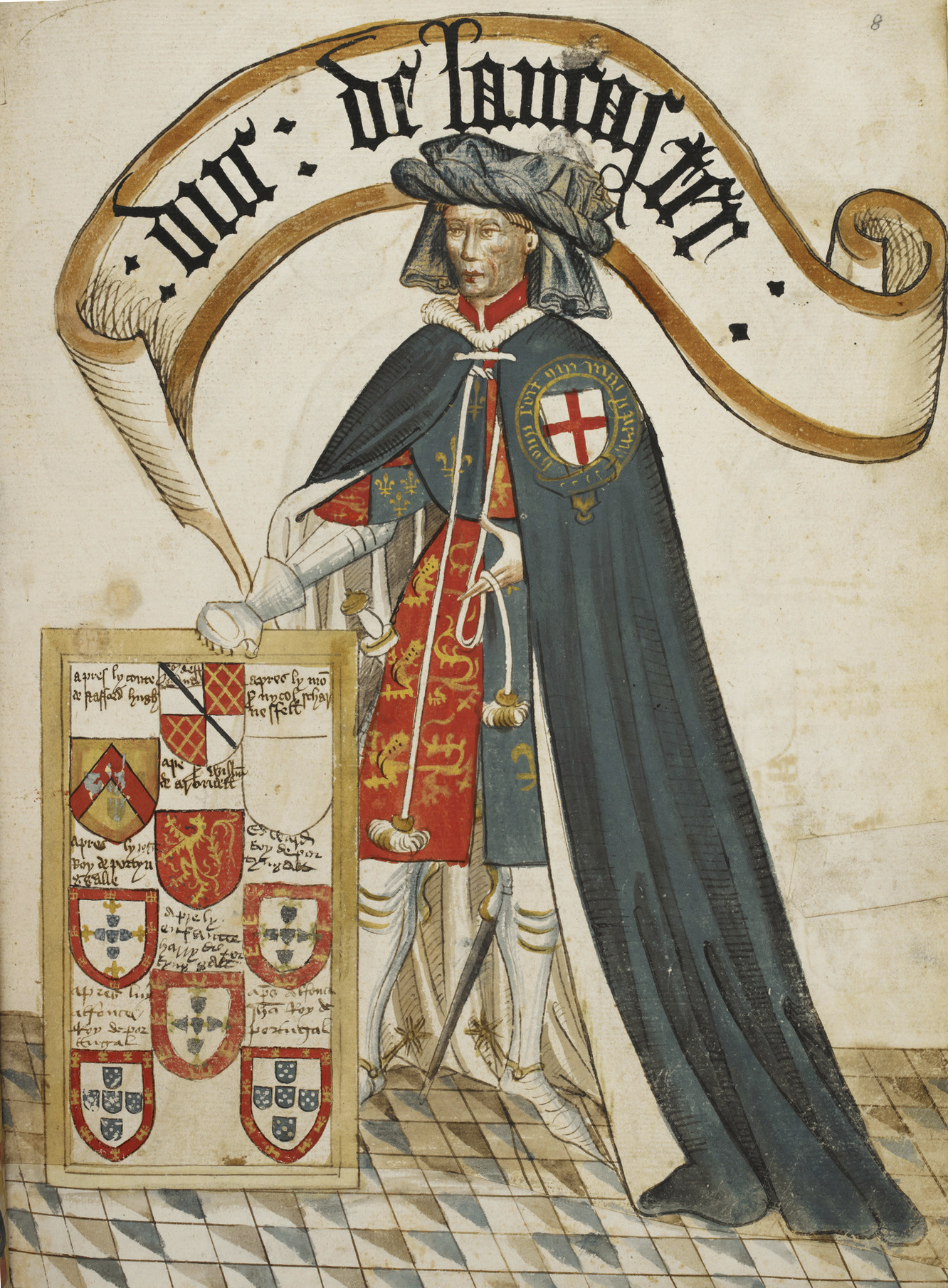
格罗斯蒙特的亨利，兰开斯特伯爵（后来的兰开斯特公爵）（卒于1361年），嘉德勋章的第二位获得者。他穿着一件饰有英格兰皇家徽章纹饰的纹章战袍，并披着一件绣有嘉德勋章标记的蓝色长袍。这是由首任嘉德骑士团纹章官——威廉·布鲁格斯（1375年－1450年）于1430年所制作的《布鲁格斯的嘉德骑士记录》中的插图。

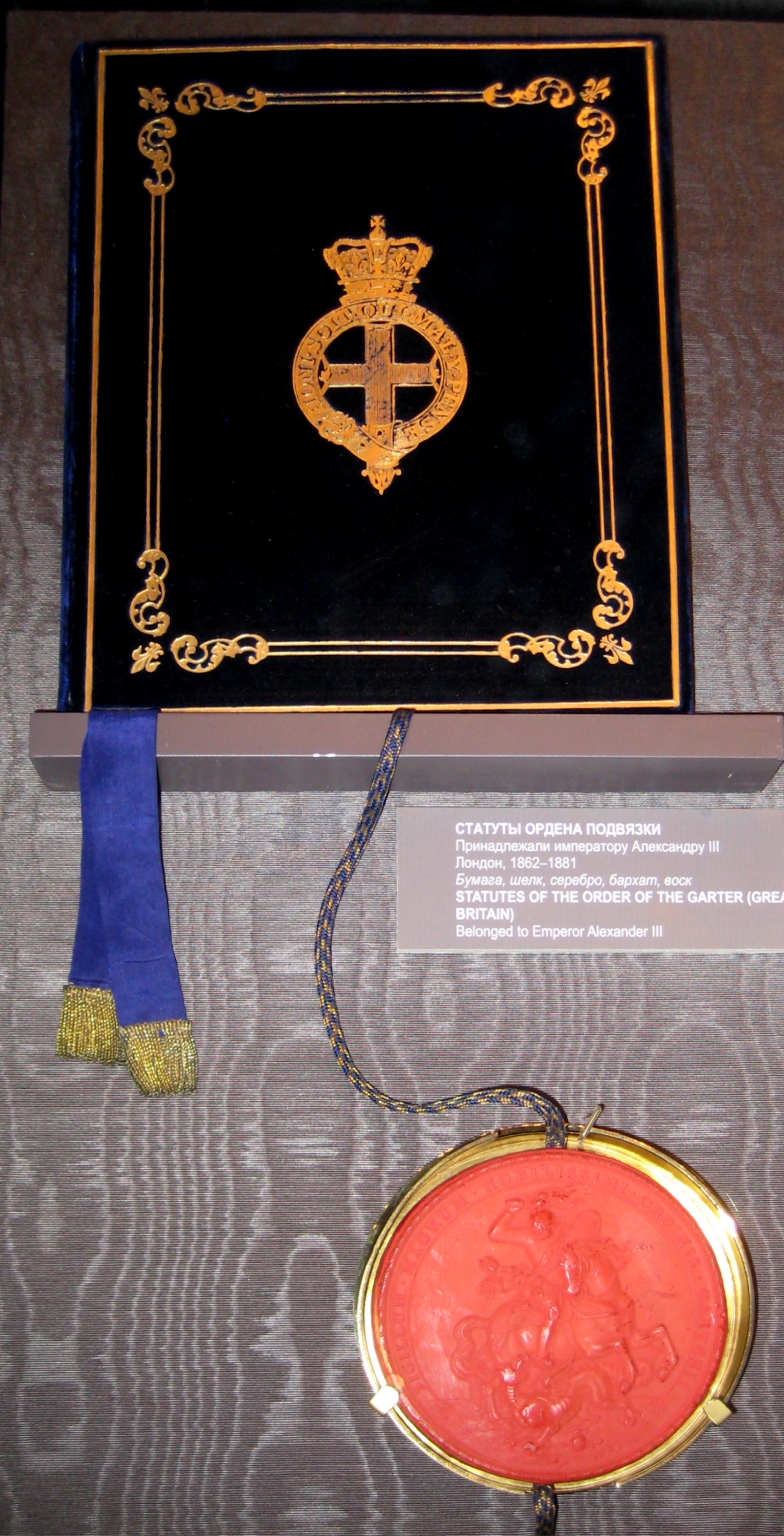
嘉德勋章骑士团条例。此副本属于俄罗斯帝国皇帝亚历山大三世。

最高贵的嘉德勋章（英語：Most Noble Order of the Garter）是由英格兰国王爱德华三世于1348年创建的骑士团。它是英国荣誉体系中级别最高的骑士勋章，仅次于维多利亚十字勋章和乔治十字勋章。嘉德勋章的形象和徽章是为了纪念英格兰的守护圣人——圣乔治的而设计。
嘉德勋章的颁发全由君主圣心独断，但通常是为了表彰其对国家的卓越贡献、对公共事业的杰出服务及对君主个人的优秀服侍。嘉德勋章骑士团的成员仅限于英国君主、威尔士亲王及其他不超过24名在世成员或同伴。该骑士团还包括少数编外骑士或女骑士，用于授予英国王室成员或外国君主。
嘉德勋章骑士团的纹章是一条吊袜带（garter），上面用金色字体写着骑士团的格言“Honi soit qui mal y pense（心怀邪念者蒙羞）”。在正式场合上，骑士团成员需要佩戴它。

## 历史起源
爱德华三世在他宣称获得法国国王王位时创立了嘉德勋章，不过传统上还是将1348年（正式宣布年份）视为嘉德勋章的创建年。但在《完全贵族名鉴》的“嘉德勋章创始人”章节里，它宣称嘉德勋章于1344年4月23日首次颁发，并将所有创始成员封为骑士。这其中就包括了桑切特·德埃伯里切科特，他于1345年10月20日去世。除此之外，关于嘉德勋章的创立年份还有1344年到1351年的其他日期。而国王的衣橱账单则显示是从1348年的秋季首次颁发嘉德勋章。此外，其最初的法规规定骑士团的每个成员都将同时被授予骑士身份（而现在则是授予下级勋位爵士）；并且所列出的一部分成员是在当年才被授予的爵位。 另外也有人认为，英格兰设立嘉德勋章是受到了西班牙在1330年设立绶带勋章的启发。
最早关于嘉德勋章骑士团的书面记载是在《骑士蒂朗》中，这是一部主要由巴伦西亚人朱亚诺·马托雷尔用加泰罗尼亚语所撰写的骑士文学小说。它于 1490 年首次出版，并用了一章的内容来描述嘉德勋章的起源。

### 初始成员
成立之初，嘉德勋章骑士团由爱德华三世及25名创始骑士所组成。下表依据他们在圣乔治礼拜堂的座次编号按升序排列。
|                                                    | 姓名                  | 当时主要头衔         | 生卒年           |
| -------------------------------------------------- | --------------------- | -------------------- | ---------------- |
| 1                                                  | 爱德华三世            | 英格兰国王           | 1312年－1377年   |
| 2                                                  | 黑太子爱德华          | 威尔士亲王           | 1330年－1376年   |
| 3                                                  | 格罗斯蒙特的亨利      | 兰开斯特伯爵         | 约1310年－1361年 |
| 4                                                  | 托马斯·博尚           | 沃里克伯爵           | 约1313年－1369年 |
| 5                                                  | 让·德·格拉伊          | 布赫领主             | 卒于1376年       |
| 6                                                  | 拉尔夫·斯塔福德       | 斯塔福德伯爵         | 1301年–1372年    |
| 7                                                  | 威廉·蒙塔古           | 索尔兹伯里伯爵       | 1328年–1397年    |
| 8                                                  | 罗杰·莫蒂默           | 马奇伯爵             | 约1327年－1360年 |
| 9                                                  | 约翰·利斯勒           | 利斯勒男爵           | 约1318年–1355年  |
| 10                                                 | 巴塞洛缪·伯格什       | 伯格什男爵           | 约1329年–1369年  |
| 11                                                 | 约翰·博尚             | 博尚男爵             | 约1316年–1360年  |
| 12                                                 | 约翰·莫亨             | 莫亨男爵             | 1320年–1376年    |
| 13                                                 | 休·考特尼             |                      | 卒于1348年       |
| 14                                                 | 托马斯·荷兰           | 肯特伯爵             | 约1314年–1360年  |
| 15                                                 | 约翰·德·格雷          | 罗瑟菲尔德的格雷男爵 | 1300年–1359年    |
| 16                                                 | 理查德·菲茨-西蒙      |                      | 生于1295年       |
| 17                                                 | 迈尔斯·斯泰普顿       |                      | 卒于1364年       |
| 18                                                 | 托马斯·威尔           |                      | 卒于1352年       |
| 19                                                 | 休·沃罗特斯利         |                      | 卒于1381年       |
| 20                                                 | 尼尔·洛林             |                      | 卒于1386年       |
| 21                                                 | 约翰·钱多斯           | 聖索沃爾子爵         | 卒于1369年       |
| 22                                                 | 詹姆斯·奥德利         |                      | 卒于1369年       |
| 23                                                 | 奥托·霍兰德           |                      | 卒于1359年       |
| 24                                                 | 亨利·延               |                      | 卒于1360年       |
| 25                                                 | 桑切特·德埃伯里切科特 |                      | 卒于1345年       |
| 26                                                 | 瓦尔特·佩维利         |                      | 卒于1375年       |
| 注：因入选嘉德骑士团而获得的‘爵士’头衔不计入其中。 |                       |                      |                  |

上述成员的个人肖像都被描绘记录于大约1430年出版的《布鲁格斯的嘉德骑士记录》中。该书目前收藏于大英图书馆。

### 起源传说
关于嘉德勋章的起源有各种传说，而其中最受欢迎的说法莫过于“索尔兹伯里伯爵夫人”。据说她在加来的一次宫廷舞会上跳舞的时候，吊袜带从她的大腿上滑落。周围的侍臣们纷纷窃笑起来，但国王却将其拾起来并还给她，同时还高声喊道“（心怀邪念者蒙羞！）”。后来这句话还成为了嘉德勋章骑士团的座右铭。然而，这个故事的最早书面版本可以追溯到1460年代，它似乎被认为是对采用当时被视为女性内衣作为骑士团象征的物品的回顾性解释。事实上，在14世纪中叶骑士团成立时，吊袜带主要是男性服装。
而根据另一个传说，这是由于12世纪时，英格兰国王理查一世受到殉道者圣乔治的启发，为他参与十字军东征的士兵戴上吊带袜，结果他们在战争中取得了胜利。据说，后来的英格兰国王爱德华三世在14世纪建立骑士团的时候回忆起了这件事。 这个故事可以从一封于1774年寄给《纪事年鉴》的信函中窥见一二。

### 嘉德女骑士
在嘉德骑士团成立不久后，女性被任命为“嘉德女骑士”，但一些历史学家认为她们并没有被任命为伴侣，因为她们并非骑士。菲利帕女王是第一位于 1358 年被任命的女士。亨利七世于1488年停止了这一做法；在亚历山德拉王后之前，他的母亲玛格丽特·博福特一直是最后一位嘉德女骑士。
除了女性君主，下一位被任命为嘉德女骑士的女性是亚历山德拉王后，由她的丈夫爱德华七世任命。乔治五世 也将他的配偶玛丽王后任命为嘉德女骑士，乔治六世随后也为他的妻子伊丽莎白王后和女儿伊丽莎白公主（后来的伊丽莎白二世）做了同样的事情。在整个20世纪，尽管女性继续与该勋章相关联，但除了外国女性君主外，其他女性并未被授予女骑士的称号。
1987年，根据伊丽莎白二世的法令，“嘉德女骑士”成为了可能。
2022年，阿莫斯的女男爵瓦莱丽成为自该勋章成立以来第一位黑人嘉德女骑士。 曼宁汉-布勒的女男爵伊丽莎于2024年6月18日成为第一位被任命为嘉德骑士团团长的女性。

## 勋章

### 佩戴者
嘉德勋章的佩戴者非常少，仅限于英国君主、威尔士亲王和最多24名在世成员，以及少数特例成员。仅英国君主能授予嘉德勋章。
在过去，假如有一名佩戴者逝世的话，其余的佩戴者每人可以提名九名候选人（其中三名必须有伯爵或更高的爵位，三名必须有男爵或更高的爵位，三名必须有骑士或更高的荣衔）。君主可以在这些提名中选择必要数量的赐封嘉德勋章，但君主不一定需要选择受到提名最多的候选人。1862年维多利亚女王废弃了这个提名形式，从此仅君主本人选择受勋人。
从18世纪开始政府对向谁颁发嘉德勋章提供顾问献议。但是1946年乔治六世觉得嘉德勋章和蓟花勋章获得者太受政治关系影响。他与当时的首相和反对派领导人商讨后将这两枚勋章改为君主的私人封赏。因此君主在授予这两枚勋章时不必征询政府意见。
此外嘉德勋章还有一些特例佩戴者，这些人不算在上述的24名佩戴者的局限中。这些特例佩戴者包括王室成员，1786年乔治三世创立了这个特例以使他的众多儿子不受这个局限限制。1805年他又将这个特例扩展到乔治二世的后代裡。1831年这个特例再次被扩展到所有乔治一世的后代。
外国君主也可以成为特例嘉德勋章佩戴者。第一位获得特例嘉德勋章的外国君主是1813年俄罗斯沙皇亚历山大一世。在过去，每次颁发这样的特例勋章需要英国君主发布一项特别法令，但是从1954年开始英国君主不必再施行特别法令，即可自行向外国君主颁发嘉德勋章。
如果一个佩戴者犯了巨大的罪行，比如叛國罪的话，那么英国君主有权剥夺其嘉德勋章。第一次世界大战中数个外国君主被剥夺其嘉德勋章，其中包括德意志帝国皇帝威廉二世和奥地利皇帝弗朗茨·约瑟夫一世。第二次世界大战中日本参战后昭和天皇也曾被剥夺其嘉德勋章，但是战后，伊丽莎白二世再次为昭和天皇颁发嘉德勋章，因此昭和天皇成为两次获得嘉德勋章的外国君主。

### 军官
嘉德勋章的所有佩戴者组成一个骑士团，这个骑士团有六名军官：主教长、監督、註冊官、首席纹章官、領行官和秘书。主教长、註冊官和領行官是在嘉德勋章设立时就产生的，首席纹章官和監督是15世纪设立的，秘书是20世纪设立的。
主教长传统由英國國教會最重要的主教長之一：温彻斯特主教担任。監督过去由温莎城堡所在的教区主教担任，后来这个职务也容其他人担任。
註冊官一般由温莎城堡的座堂主任牧師担任。首席纹章官由纹章院的首领担任，这名纹章官有保管骑士团成员的纹章和头盔的义务。領行官兼任英國上議院的侍卫长和黑杖侍卫。秘书由一个专职传令官担任。

### 温莎军人骑士
嘉德勋章设立时爱德华三世还指定了26名“穷骑士”来管理该骑士团的教堂。这个数目并不稳定，17世纪时只有13名穷骑士。1660年查理二世加冕后将其数目提升到18名。19世纪这些骑士不愿被称为“穷骑士”，因此威廉四世将他们改称为军人骑士。
一开始这些穷骑士是贫穷的退伍军人，通过每天在骑士团的教堂裡做祈祷而获得一定的薪水以及在温莎城堡居住的权利。今天这些骑士不再是贫穷人，但是依然是退伍军人。在正式场合下他们作为骑士团成员的护卫，以及在骑士团的教堂裡做神事，但他们不是骑士团的成员。

## 衣饰和标志

### 佩戴者
在正式仪式上嘉德勋章的佩戴者要穿专门的衣饰和持专门的物件。许多这些衣饰和装备是从1821年乔治四世加冕时流传下来的：
- 衣饰中的披风从15世纪就开始有了。过去是用棉布作的，从16世纪开始是用天鹅绒作的。本来这件披风是绛红色的，在17和18世纪其颜色为天蓝色、浅蓝色、皇室藍、深蓝色、紫色和海蓝色不等。今天的披风为深蓝色的，内衬为白色的塔夫绸。君主、威尔士亲王和王室成员的披风有拖摆。除君主外披风左肩上缝有由吊袜带环绕的圣乔治十字的纹章，君主的披风上缝的是骑士团的星。右肩上佩戴有深红色的天鹅绒的披风的头罩和外套，但随着时间头罩和外套都失去了其功能，今天它们看上去就像一块红布。
- 帽子是黑色天鹅绒制的，上配白色鸵鸟和黑色苍鹭的羽毛。
- 领环系在披风外，它也是15世纪和16世纪引入的。它由纯金组成，重933克。它由金结与珐琅的圆章交替组成。园章内的图案是由吊袜带环绕的玫瑰。亨利七世前每个吊袜带环绕两朵玫瑰，一朵红色的，一朵白色的，亨利七世改变了这个设计，现在吊袜带只环绕一朵红色的玫瑰。
- 乔治圣像是一个吊在领环上的、珐琅制的多彩的三维圣乔治骑马屠龙的像。
- 男士将吊袜带带在左小腿上，女士带在左臂上，在众多物件上也绘有其图案。它是嘉德勋章的命名来源，由深蓝色（本来淡蓝色）的天鹅绒组成，上书金字的勋章格言。外国君主的吊袜带还饰有各种珠宝。

在其他场合下嘉德勋章的佩戴者持简单一些的标志：
- 领环可以戴在军装或者礼服的外面，它由丝带固定在肩膀上，假如佩戴者还有其他勋章的话他们还可以佩戴其他勋章的勋带。
- 佩星是17世纪查理一世引入的，它可以佩戴在左胸。它是一块珐琅制的多彩的由吊袜带围绕的圣乔治十字的徽章，徽章由八角形的银星环绕，每个角上射出数条射线，上下左右的角上的射线比对角上的射线长。过去外国君主的佩星上还嵌有数颗珠宝。由于嘉德勋章是英国最高的勋章，因此它必须戴在其他勋章之上。
- 佩帶宽10.16厘米，带在左肩上或者钉在左肩下，它是17世纪查理二世引入的。佩带的颜色多次改变：本来是淡蓝色，在汉诺威王朝时颜色变深。1950年定为“翠鸟蓝”。即使佩戴者拥有多枚勋章他每次只能带一根佩带。
- 标章是一个悬挂在佩带上右胁部位的一个金牌，上面刻有圣乔治骑马屠龙的图案。15世纪时这个标章挂在脖子上，但是这对骑马不方便，因此改为挂在佩带右胁部位。

佩戴者死后其最近的男性亲属将标章和佩星亲自交还给英国君主，其他标志则交还给骑士团管理中心。

### 军官
在仪式场合下军官穿以下服饰和佩戴以下标记：
- 主教长和監督的披风与佩戴者一样是深蓝色的，其他军官的披风是深红色的。所有披风佩戴圣乔治的徽章，首席纹章官还穿他的外衣。
- 军官佩戴一个不同的、挂在项上的标章。
- 主教长的标志上绘吊袜带围绕的圣乔治骑马屠龙图案，其上方有一个主教的帽子。
- 監督的标章是由吊袜带围绕的玫瑰，带一个装有骑士团印章的钱包，钱包上绣有王家紋章。
- 註冊官的标章上是吊袜带围绕的一个王冠下两个交叉的羽毛笔。
- 首席纹章官的标章是吊袜带围绕的王家紋章和圣乔治十字，带军官的仪仗，但一般不带冠。
- 領行官的标章是吊袜带围绕的一个结，持军官的仪仗。
- 秘书的标章是吊袜带围绕的一朵玫瑰前的两支交叉的羽毛笔。

### 温莎军人骑士
本来穷骑士穿红色披风，披风上绘圣乔治十字，但是不绘吊袜带。16世纪和17世纪伊丽莎白一世将披风改为蓝色和绛红色的袍子，查理一世于17世纪又恢复了红色的披风。穷骑士改名为军人骑士后披风被放弃。今天的军人骑士穿古军装：带红条的黑裤，红上衣，金色的肩章和穗，带羽毛的帽子，和带白穗的剑。

## 优先和专利
获得嘉德勋章的人较其他骑士优先，其妻子、儿女和女婿也享受优先，但是女性获得者的亲属没有优先权。骑士团法官也享受优先权，不過這只是理論上的，因为所有的法官均获得嘉德勋章，由此就已经较其他骑士优先了。而且过去总是一个英国国教会的主教任法官，而英国国教会的主教本身就已经享受优先权了。
嘉德勋章佩戴者被冠以“爵士”或“女爵”。男士的夫人也被冠以“爵士夫人”，但是女士的丈夫不被冠以“爵士”。
嘉德勋章佩戴者可以在他们的名字后面加上“KG”（男士）或“LG”（女士）。假如佩戴者还佩戴其他勋章的话这两个缩写放在所有其他缩写之前，“Bt”（男爵）、“VC”（维多利亚十字勋章）和“GC”（圣乔治十字勋章）除外。
嘉德勋章佩戴者可以在他们的臂上戴吊袜带，假如他们希望的话，还可以带一个绘有领环的吊袜带，但这个形式不常见。
嘉德勋章佩戴者可以拥有自己的纹章。

## 相关图集
- 第六代阿什伯顿男爵亚历山大·巴林（英语：Alexander Baring, 6th Baron Ashburton）的嘉德骑士团横幅。现藏于温彻斯特座堂。
- 第一代钱多斯子爵奥利弗·利特尔顿（英语：Oliver Lyttelton, 1st Viscount Chandos）的嘉德骑士团横幅。现藏于哈格利庄园（英语：Hagley Hall）
- 里沃的威尔逊勋爵的嘉德骑士团横幅。现藏于牛津大学耶稣学院的礼拜堂。
- 西班牙腓力二世在其登基典礼上所使用的纹饰。被环绕的嘉德勋章。
- 第五代卡多根伯爵乔治·卡多根（英语：George Cadogan, 5th Earl Cadogan）的嘉德骑士团隔间铭牌画（英语：Garter stall plate）。
- 撒切尔女男爵玛格丽特·撒切尔的纹饰。
- 第一代马尔博罗公爵约翰·丘吉尔的纹饰。被环绕的嘉德勋章和项圈。
- 西梅尔恩王权伯爵领地的约翰·卡西米尔（英语：John Casimir of the Palatinate-Simmern）的纹饰。被环绕的嘉德勋章。

## 关联條目
- 現任嘉德騎士團成員列表
- 嘉德骑士列表
- 圣乔治之友与嘉德骑士后裔联谊会（英语：The Society of the Friends of St George's and Descendants of the Knights of the Garter）

### 脚注
1. ↑  贝娅特丽克丝女王爵的嘉德横幅保留了其担任女王时所使用的纹章。

### 出典
1. 1 2 3  . Dean & Canons of Windsor.   [2021-11-10]. （原始内容存档于2022-01-06） （英语）. According to this, the Countess of Salisbury lost her garter during a court ball at Calais and Edward III retrieved it, rebuking those who had mocked her embarrassment with the words “Honi soit qui mal y pense” – shame on him who thinks evil of it – But this phrase, the motto of the order, actually refers to the king’s claim to the French throne, a claim which the Knights of the Garter were created to help prosecute.
2. ↑  . 中国日报.   [2021-11-10]. （原始内容存档于2021-11-10） （中文（简体））.
3. ↑  . The Royal Household.   [2021-11-10]. （原始内容存档于2022-04-07） （英语）.
4. 1 2  George Edward Cokayne (编).  1 1st Edition. London: George Bell & Sons. 1887: 276 （英语）.
5. ↑  Weatherly 1911，第851–867頁.
6. ↑  Rogers 2018，第131–134頁.
7. ↑  Joanot Martorell. . PEN Català.   [2021-11-11]. （原始内容存档于2022-03-10） （英语）.
8. ↑  Beltz 1841，第cxlix–cl頁.
9. ↑  Brian Skoyles. 詹姆斯·哈里森 , 编. . 伦敦: 翠鸟出版. 2001: 46 （英语）.
10. ↑  Rogers 2018，第126–31頁.
11. ↑  Chisholm 1911，第851–867頁.
12. ↑  Lucy Peltz. . The Volume of the Walpole Society (The Walpole Society). 2004, 66: 1–161. JSTOR 41829625 （英语）.
13. ↑  . The Royal Household.   [4 June 2010]. （原始内容存档于14 June 2009）.
14. ↑  Waddington, Raymond B. . Sixteenth Century Journal (The Sixteenth Century Journal). 1993, 24 (1): 97–113. JSTOR 2541800. S2CID 165893968. doi:10.2307/2541800.
15. ↑  . BBC News. 2022-06-13  [2022-06-13]. （原始内容存档于13 June 2022） （英国英语）.
16. ↑  Furness, Hannah. . The Telegraph. 13 June 2024  [19 June 2024]. （原始内容存档于2025-03-18）.

### 文献
- Ashmole, Elias.  2nd Edition. London: F. Muller. 1672  [2021-11-11]. （原始内容存档于2022-01-06） （英语）.
- Begent, Peter J. . Spink and Son Ltd. 1999. ISBN 9781902040202 （英语）.
- Beltz, George Frederick. . London: William Pickering. 1841  [2021-11-11]. （原始内容存档于2022-01-06） （英语）.
- Weatherly, Cecil. . Chisholm, Hugh  (编).  15. 1911  [2021-11-11]. （原始内容存档于2022-04-05） （英语）.
- Bere, Ivan De la. . W. Kimber. 1964 （英语）.
- Fellowes, Edmund Horace; Society for Promoting Christian Knowledge. . Dean and Canons of St. George's chapel in Windsor castle. 1939  [2021-11-11]. （原始内容存档于2022-01-06） （英语）.
- Rogers, Clifford J. . Baker, Gary P.; Lambert, Craig L.; Simpkin, David  (编).  44. Boydell Press. 2018. ISBN 9781783272983 （英语）.

## 延伸阅读
- William Henry St. John Hope. . A. Constable, Limited. 1901.